# Westerwald

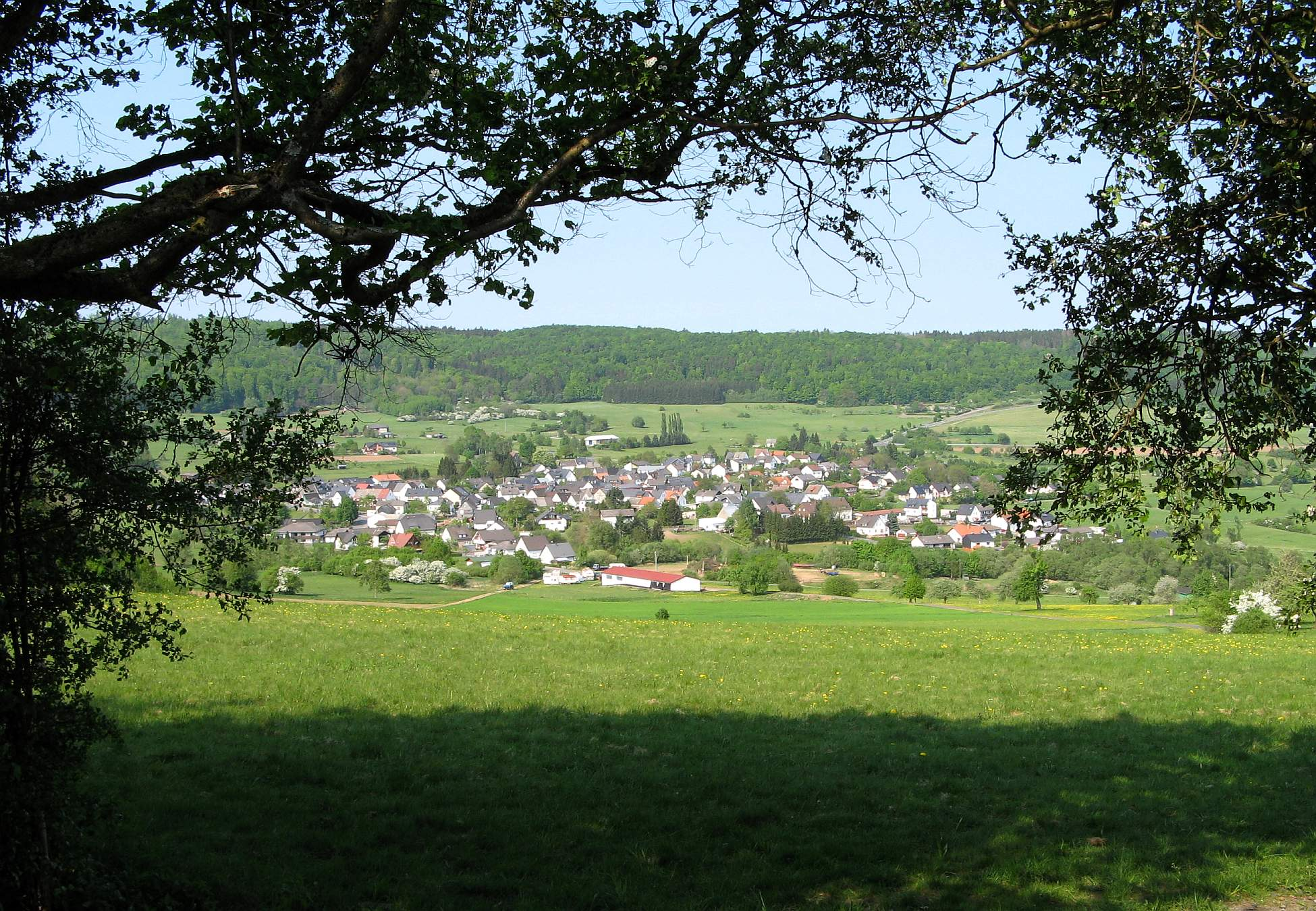
Westerwald vid Arborn

Westerwald är en högplatå i västra Tyskland som tillhör de så kallade Rhenska skifferbergen.
Den ligger mellan Rhen i väst samt dess bifloder Lahn i öst och syd och Sieg i norr. Det är en rest av ett genom erosionen utjämnat kedjeberg, genom vilket floderna senare skurit sig djupa dalgångar. De östra delarna är bildade av kolkalk med gamla eruptivbergarter; mellersta delen är fylld av brunkol, genomsatt och betäckt av basalt. Även längst i väst är Westerwald rikt på basaltkullar, vilkas sten utnyttjas i en mängd brott.
Högsta topparna är Salzburger Kopf (653 meter över havet) och Fuchskauten (657 meter).
"O du schöner Westerwald" är en tysk marschsång som handlar om Westerwald.